# Beechcraft Model 34
Beechcraft Model 34 byl americký lehký dopravní letoun vyvíjený společností Beechcraft ve druhé polovině 40. let 20. století. Postaven byl pouze jeden prototyp a druhý nebyl dokončen před zrušením vývoje.

## Vývoj
Prototyp letounu (NX90521) byl pojmenován „Twin-Quad“. Poprvé vzlétl 1. října 1947. Rozestavěn byl také druhý prototyp, k jeho dokončení už ale nedošlo. Dne 17. ledna 1949 byl prototyp zničen při havárii na továrním letišti Beech Factory Airport ve Wichitě. Druhý pilot zemřel, kapitán a dva další členové posádky byli zraněni. Poté byl vývoj letounu zrušen.

## Konstrukce
Jedalo se o nekonvenčně řešený celokovový čtyřmotorový hornoplošník se zatahovacím příďovým podvozkem. Za pilotní kabinou se nacházel prostor pro 460 kg nákladu a nepřetlaková kabina pro pasažéry. Celkem letoun pojal až 20 osob. Hlavní nohy podvozku se zatahovaly do křídla, a proto bylo velmi dlouhé. Letoun měl neobvyklé sdružené motýlkové ocasní plochy. Poháněly ho čtyři ploché osmiválce Lycoming GSO-580, každý o výkonu 279 kW. V každé polovině křídla byly vedle sebe dva motory pohánějící přes reduktor jednu vrtuli.

## Specifikace (Model 34)
- Údaje dle:[1]

### Technické údaje
- Osádka:
- Kapacita: 20 osob a 460 kg nákladu
- Rozpětí: 21,35 m
- Délka: 16,16 m
- Výška: 5,18 m
- Nosná plocha: 60,38 m²
- Maximální vzletová hmotnost: 8855 kg
- Pohonná jednotka: 4 × osmiválcový plochý motor Lycoming GSO-580
- Výkon pohonné jednotky: 279 kW

### Výkony
- Maximální rychlost: 368 km/h (ve výšce 2500 m)
- Dostup: 7020 m
- Dolet: 2320 km